# Melanie Bonajo
Melanie Bonajo, född 13 november 1978 i Heerlen, Nederländerna, är en holländsk konstnär som arbetar med film, performance, installationer, musik, events och foto. Hennes arbete är inriktat på teman som “eroding intimacy and isolation in an increasingly sterile, technological world”.

## Biografi
Melanie Bonajos verk har visats internationellt, på Tate Modern, MoMA PS1, Kunstcentrum De Appel i Amsterdam, Stedelijk Museum i Amsterdam, Center for Contemporary Art, Warszawa, Kunsthalle Basel, International Documentary Film Festival (IDFA), Berlin International Film Festival (Berlinale), International Film Festival Rotterdam och Treefort Film Fest. Hon har framträtt med music och performance på platser som Paradiso (Amsterdam, Baby's Alright i NYC och Collège des Bernardins i Paris.
Bonajos band, ZaZaZoZo, är ett musikprojekt med Joseph Marzolla, känd för ”tribal pop sound” och ”animalistic influence”. Musiken produceras av hennes bror Tommie Bonajo. Hennes filmserie Night Soil är en experimentell trio av dokumentärer om modern approach till natur och kulturella följder av att agera mot kapitalism. En senare film är Progress vs. Regress om teknologi och äldre., som valdes ut till International Documentary Film Festival Amsterdam (IDFA) 2016. Hennes fotoserie Furniture Bondage förenar föremål från hemmet med nakna kroppar. År 2012 initierade hon “Genital International”, ett kollektivt feministisk performance-event kring deltagande och jämställdhet. Hennes fotoserier och musikvideo Pee on Presidents förknippas ofta med samtidens “anti-censorship” och “sex-positive branches of the feminist movement” och placerar den kvinnliga kroppen i publika miljöer, vilket avsiktligt provocerar.
År 2016 blev hon utnämnd att representera Nederländerrna på den 57:e Venedigbiennalen: “The method of Bonajo is representative of practices of a younger generation that is based on collectivity and exchange.”

### Filmografi
- 2016 Night Soil - Nocturnal Gardening
- 2016 Progress vs Regress
- 2015 Night Soil - Economy of Love
- 2014 Night Soil - Fake Paradise
- 2013 Pee on Presidents
- 2013 Matrix Botanica - Biosphere Above Nations

### Soloframträdanden
- 2017 Melanie Bonajo: Single Mother Songs from the End of Nature - Night Soil Trilogy, Frankfurter Kunstverein, Frankfurt
- 2016 Next Level: Melanie Bonajo - Night Soil, Foam Fotografiemuseum, Amsterdam[20]
- 2015 Night Soil - Economy of Love, Akinci Gallery, Amsterdam
- 2015 Company Gallery, NYC
- 2013 Matrix Botanica; Biosphere above Nations, Museum de Pavijoens, Almere
- 2011 86 details of Paradise, Outline, Amsterdam
- 2009 The Grand Exploring Soul and the Point where History Failed, Rijksakademie van beeldende kunsten, Amsterdam

### Gruppframträdanden
- 2017 Ten Days Six Nights, Tate Modern, London
- 2016 Give Me Yesterday, Fondazione Prada, IT
- 2016 Close-Up A New Generation of Film and Video Artists in the Netherlands , EYE Film Institute, Amsterdam
- 2016 Hacking Habitat, NL